# جيم غليني
جيم غليني (بالإنجليزية: Jim Glennie)‏ هو عازف قيثارة بريطاني، ولد في 10 أكتوبر 1963 في Moss Side ‏ في المملكة المتحدة.

## وصلات خارجية
- جيم غليني على موقع IMDb (الإنجليزية)
- جيم غليني على موقع ميوزك برينز (الإنجليزية)
- جيم غليني على موقع ديسكوغز (الإنجليزية)